# کوین دورانت
کوین وین دورانت (به انگلیسی: Kevin Wayne Durant) (زاده ۱۹۸۸ در واشینگتن، دی.سی.)، بسکتبالیست سرشناس آمریکایی است. او در پست پاور فوروارد بازی می‌کند و پیک ۲ درافت ۲۰۰۷ تیم سیاتل سوپرسانیکس (اکلاهما سیتی تاندر حال حاضر) است. او در دانشگاه تگزاس بازی می‌کرد و در درافت ۲۰۰۷ پس از گرگ اودن انتخاب شد که به یکی از بدترین پیک اولی‌های تاریخ تبدیل شد. وی بعد از اوکلاهما سیتی تاندر به گلدن استیت واریرز پیوست و در سال ۲۰۱۸ نیز به عنوان با ارزش‌ترین بازیکنان فینال (ام‌وی‌پی فینال) انتخاب شد. دورانت در ژوئیه ۲۰۱۹ به بروکلین نتس پیوست. او در سال ۲۰۲۲ به فینیکس سانز پیوست. وی با ۴ مدل المپیک پرافتخارترین بازیکن بسکتبال جهان در بازی‌های المپیک است.

## اوایل زندگی
پدرش در کودکی او از مادرش طلاق گرفت و مادر بزرگش او را بزرگ کرد ولی در ۱۳ سالگی اش پدرش برگشت و با هم برای مسابقات بسکتبال به مریلند سفر کردند. او در ۱۳٬۱۴ سالگی اش قد نسبتاً بلند ۱۸۳ سانتی‌متر داشت. شماره ۳۵ او به افتخار مربی او در اتحادیه بازیکنان آماتور است که در ۳۵ سالگی به قتل رسید؛ از دوستان او در آنجا، تای لاوسون و مایکل بیزلی هستند. او دوست داشت برای تیم مورد علاقه‌اش تورنتو رپترز بازی کند و بازیکن مورد علاقه او وینس کارتر بود. در سومین سال حضورش در مسابقات بسکتبال دبیرستان، قد او به ۲۰۱ سانتی‌متر افزایش یافت و دومین بازیکن از این لحاظ در این مسابقات شد.

## دانشگاه
در دانشگاه قد او به ۲۰۶ سانتی‌متر رسید؛ او در مسابقات دانشگاهی میانگین ۲۵٫۸ امتیاز و ۱۱٫۱ ریباند را کسب کرد و در سال ۲۰۰۷ به عنوان پیک دوم درافت شد.

## دوران حرفه ای

### اکلاهماسیتی تاندر (۲۰۰۷–۲۰۱۶)
او ۹ سال برای اکلاهما سیتی تاندر بازی کرد و در بهترین سال خود در این تیم میانگین ۳۲ امتیاز در هر بازی را ثبت کرد. دورانت، کارملو آنتونی و لبران جیمز تنها روکی‌های سال اولی هستند که میانگین ۲۰ امتیاز را ثبت کردند. او نخستین بازی ۵۰ امتیازی خود را با ثبت ۵۱ امتیاز مقابل دنور ناگتس و در فصل ۲۰۱۱/۱۲ انجام داد. در فصل ۲۰۱۲/۱۳ به جرگه بازیکنان ۹۰-۴۰-۵۰ درآمد که به معنی درصدها در پرتاب آزاد، پرتاب سه امتیازی و پرتاب منطقه ای است. در فصل ۲۰۱۳/۱۴ او به عنوان MVP دست یافت.

### گلدن استیت واریرز (۲۰۱۶–۲۰۱۹)
در ۷ ژوئیه ۲۰۱۶ او با گلدن استیت واریرز قرارداد ۲ ساله به ارزش ۵۴ میلیون دلار بست. او در فینال فصل، میانگین ۳۵٫۲ امتیاز و ۸٫۴ ریباند و ۵٫۴ اسیست را ثبت کرد و عنوان MVP فینال را به نام خود کرد.
کوین درفصل ۱۸–۲۰۱۷ به همراه واریرز برای دومین سال متوالی که چهارمین سال متوالی واریرز بود به فینال رفت و با پیروزی ۴–۰ مقابل کلیولند کاوالیرز که لبران جیمز را داشت به دومین حلقه قهرمانی خود دست یافت. او ارزشمند بازیکن فینال ۲۰۱۸ شد و میانگین ۲۸٫۸ امتیاز و ۱۰٫۸ ریباند و ۷٫۵ اسیست را ثبت کرد و همچنین در بازی سوم فینال بیشترین امتیاز پلی آفی خود را با ۴۳ امتیاز به دست آورد.
فصل ۱۹–۲۰۱۸ آخرین سال حضور کوین دورانت در واریرز بود. او ابتدا با قراردادی دو ساله به ارزش ۶۱٫۵ میلیون دلار با واریرز تمدید کرد. در ۲۹ نوامبر او در روز شکست مقابل تورنتو رپترز ۵۱ امتیاز بیشترین امتیاز فصلش بود را بدست آورد. در شروع پلی آف او ابتدا بیشترین امتیاز پلی آفی اش را بهبود داد و در بازی پنجم در راند اول پلی آف مقابل لس آنجلس کلیپرز ۴۵ امتیاز گرفت هرچند در بازی ششم یک رکورد بهتر با ۵۰ امتیاز ثبت کرد. کوین دورانت در ادامه در بازی پنجم مقابل هیوستون راکتس در نیمه نهایی کنفرانس مصدوم شد و ۹ بازی از دست داد و با تأیید پزشکان در بازی پنجم فینال ۲۰۱۹ وارد زمین شد که با مصدومیت زردپی آشیل از زمین بیرون رفت و بیشتر فصل ۲۰–۲۰۱۹ را از دست داد.

### بروکلین نتس (۲۰۱۹-حال)
کوین دورانت در ۳۰ ژوئن اعلام کرد که در ۶ ژوئیه با بروکلین نتس قراردادی خواهد بست. او با قراردادی که با ترید همراه بود به نتس رفت.

## افتخارات او
- ۲ بار قهرمانی NBA
- ۲ بار بهترین بازیکن فینال
- ۱ بار کسب جایزه MVP
- ۹ بار حضور در آل استار
- ۱ بار بهترین بازیکن آل استار
- ۵ بار در تیم اول سال
- ۲ بار در تیم دوم سال
- ۴ بار امتیاز آورترین بازیکن سال
- ۱ بار روکی سال
- ۱ بار بهترین بازیکن آل استار ستارگان در حال رشد
- حضور در باشگاه ۹۰-۴۰-۵۰ (دقت پرتاب آزاد، پرتاب سه امتیازی و پرتاب منطقه ای)
- ۱ بار بهترین بازیکن دانشگاهی سال
- ۱ بار بهترین بازیکن جام جهانی
- ۲ بار بهترین بسکتبالیست مرد سال آمریکا
- ۱ بار قهرمانی در جام جهانی
- ۲ بار قهرمانی در المپیک
- دانشگاه تگزاس به افتخار او شماره ۳۵ خود را برای همیشه بازنشسته کرد